# Gabriela Vallejo
Gabriela Clesca Vallejo (sinh năm 1995-1996) là người mẫu người Canada quốc tịch Haiti và là chủ nhân cuộc thi sắc đẹp. Cô đã đăng quang cuộc thi Hoa hậu Haiti 2019. Cô sẽ đại diện cho Haiti tại Hoa hậu Hoàn vũ 2019.

## Cuộc sống cá nhân
Gabriela được sinh ra từ người mẹ mang quốc tịch Dominican và một người cha gốc Haiti và lớn lên tại Haiti, nơi cô được dạy cách nói tiếng Pháp và tiếng Creole. Ở tuổi thiếu niên, gia đình cô chuyển đến Canada. Gabriela hiện đã kết thúc năm cuối Đại học, chuyên ngành nghiên cứu phát triển quốc tế và luật dân sự tại Đại học Ottawa. Cùng với sự giáo dục của mình, cô làm việc cho Chính phủ Liên bang tại Sở hữu trí tuệ đổi mới Canada.

## Cuộc thi sắc đẹp
Sau đó, Gabriela được bổ nhiệm làm đại diện cho Canada tại Miss Supranational 2014. Cô được chọn vào vòng chung kết khi lọt vào Top 20 và giành giải thưởng Miss Congeniality. Sau đó, cô đại diện cho West Ottawa tại cuộc thi Hoa hậu Hoàn vũ Canada 2017, nơi cô được chọn vào vòng chung kết Top 20. Sau đó, cô dự thi Hoa hậu Haiti 2019 và giành chiến thắng và được trao quyền đại diện Haiti tại Hoa hậu Hoàn vũ 2019.

## liên kết ngoài
- MissHaitiOrg